# Себбе
«Себбе» (швед. Sebbe) — драма режисера Бабака Наджафі. Стрічка стала лауреатом премії «Золотий жук» у номінації «Найкращий фільм».

## Сюжет
Підліток Себбе полюбляє розробляти різноманітні пристрої з викинутих на смітник речей. Він живе зі своєю матір'ю Евою, котра працює листоношею. Грошей у сім'ї постійно не вистачає через невелику зарплату матері, а також її любов до алкоголю.
На п'ятнадцятий день народження Себбе залишається без подарунка від мами через відсутність грошей і навіть змушує його повернути дарунок від сусідки, у якої є син Кенні. Кенні - шкільний хуліган, який постійно знущається з Себбе. Через кілька днів Ева все ж презентує синові куртку. Прийшовши в школу в обновці, шкільний хуліган Кенні звинувачує його в крадіжці. Себбе знаходить у куртці дармовис Кенні, що підтвердило звинувачення. Засмучений підліток кидає свій подарунок у нього та тікає зі школи. Матері Себбе нічого не розповідає про цей випадок, сказавши, що куртка у товариша.
Невдовзі Себбе чує звинувачення матері Кенні в адресу Еви. Після цього мама Себбе каже йому, що він їй взагалі не потрібен і виганяє його з дому.
Себбе блукає містом, поцупивши динаміт на будівельному майданчику, робить саморобну бомбу і приходить з нею в клас. Себбе, налякавши учнів, утікає зі школи після слів вчительки про те, що все налагодиться. Вдома Ева благає повернутися сина та не робити дурниць.
Пізніше мати каже Себбе, що йому буде краще без неї: вона не може про нього піклуватися. Себбе, збрехавши матері, що додому прийде пізніше, їде з міста.

## У ролях
| Актор                    | Роль          |
| ------------------------ | ------------- |
| Себастіан Гіорт аф Орнас | Себбе         |
| Ева Меландер             | Ева           |
| Кенні Волбрінк           | Кенні         |
| Адріан Рінгман           | Адде          |
| Еміль Кадебі             | Еміль         |
| Маргарет Андерссон       | вчитель       |
| Оса Бодін Карлссон       | мама Кенні    |
| Міран Камала             | начальник Еви |

## Створення фільму

### Виробництво
Фільм був знятий у Гетеборзі за 40 днів. Попри наявність сценарію та прописаних діалогів, більшість розмов у фільмі були імпровізовані під час зйомки.

### Знімальна група
- Кінорежисер — Бабак Наджафі
- Сценарист — Бабак Наджафі
- Кінопродюсер — Ребекка Лафренз, Міммі Спанг
- Кінооператор — Симон Прамстен
- Художник-постановник —Жиль Балабо
- Художник-декоратор — Луїза Дрейк аф Гагельструм
- Художник-костюмер — Марі Флікт[4]

## Сприйняття

### Критика
Рейтинг фільму на сайті Internet Movie Database — 6,5/10 (1 105 голосів).

### Номінації та нагороди
| Нагороди та номінації фільму «Себбе» | Нагороди та номінації фільму «Себбе»  | Нагороди та номінації фільму «Себбе» | Нагороди та номінації фільму «Себбе» | Нагороди та номінації фільму «Себбе» | Нагороди та номінації фільму «Себбе» |
| Рік                                  | Кінофестиваль/кінопремія              | Категорія/нагорода                   | Номінант                             | Результат                            |                                      |
| ------------------------------------ | ------------------------------------- | ------------------------------------ | ------------------------------------ | ------------------------------------ | ------------------------------------ |
| 2010                                 | Гетеборзький кінофестиваль            | Кінонаграда Церкви Швеції            | Бабак Наджафі                        | Перемога                             |                                      |
| 2010                                 | Берлінський міжнародний кінофестиваль | Найкращий дебютний фільм             | Бабак Наджафі                        | Перемога                             |                                      |
| 2010                                 | Міжнародний кінофестиваль у Мумбаї    | «Золоті ворота»                      | Бабак Наджафі                        | Номінація                            |                                      |
| 2011                                 | «Золотий жук»                         | Найкращий фільм                      | Ребекка Лафренз, Міммі Спанг         | Перемога                             |                                      |
| 2011                                 | «Золотий жук»                         | Найкраща чоловіча роль               | Себастіан Гіорт аф Орнас             | Номінація                            |                                      |
| 2011                                 | «Золотий жук»                         | Найкращий режисер                    | Бабак Наджафі                        | Номінація                            |                                      |
| 2011                                 | Гетеборзький кінофестиваль            | Нагорода Лоренса                     | Ребекка Лафренз, Міммі Спанг         | Номінація                            |                                      |
| 2012                                 | Міжнародний кінофестиваль в Анноне    | Гран-прі журі                        | Бабак Наджафі                        | Номінація                            |                                      |